# Gavril Deac
Gavril Deac (n. 1884, Cluj-Napoca, județul Cluj – d. 1969) a fost un deputat în Marea Adunare Națională de la Alba Iulia, organismul legislativ reprezentativ al „tuturor românilor din Transilvania, Banat și Țara Ungurească”, cel care a adoptat hotărârea privind Unirea Transilvaniei cu România, la 1 decembrie 1918 :p. 202.

## Biografie
A urmat liceul în orașul natal, fiind apoi unul dintre reprezentanții socialiștilor români la Adunarea de la Alba Iulia :p. 202.  

## Activitatea politică
Ca deputat în Adunarea Națională din 1 decembrie 1918, Gavril Deac a fost delegat al Cercului electoral Deva :p. 202.